# Karoline Rosing
Haldora Helene Margrethe Karoline Rosing (rozená Petrussen; 9. srpna 1842, Ukalersalik – 4. září 1901, Kangaamiut) byla grónská porodní asistentka a překladatelka. Byla první odbornou grónskou porodní asistentkou.

## Životopis
Karoline Rosingová byla dcerou lovce Jehu Petrussena a jeho ženy Cori (nebo Guri) Ane Petersenové a vyrůstala ve skromných poměrech v Ukalersaliku. Jako dorůstající dívka přišla žít do rodiny pastora Barfoeda v Paamiutu, přičemž v té době zde působil jako dobrovolník Peter Frederik Rosing (1835–1912), který se později stal správcem dánsko–grónského obchodu, a ona se za něj 19. září 1862 v Qeqertarsuatsiaatu provdala. Z manželství vzešlo devět dětí: Marie (* 1861), Johannes (* 1863), Christian (1866–1944), Ulrik (* 1868), Peter (1871–1838), Ludvig (* 1873), Ludvig (* 1876), Karl (* 1878) a Theodora (* 1883).
Inspektor Hinrich Johannes Rink, který se snažil starat o blaho Gróňanů, nabídl manželům cestu do Dánska, aby se Karoline mohla vyučit porodní asistentkou. V letech 1865 až 1867 se školila v Královské nemocnici v Kodani. Stala se tak první Grónkou, která kdy absolvovala kurz porodní asistentky. Některé předchozí Gróňanky nemohly dokončit školení kvůli nedostatečným jazykovým znalostem. Karoline se naopak naučila dánsky od své pěstounské rodiny.
Poté, co se Karoline Rosingová se svým manželem vrátila do Grónska, usadili se a pracovali v Sisimiutu a Qerrortusoqu. Aby vyučili své děti jako lovce, přestěhovali se v roce 1876 do Maniitsoqu a v roce 1882 do Kangaamiutu, kde se pohybovali obzvláště zkušení lovci. V okolí Maniitsoqu v té době nebyl žádný obvodní lékař a ona byla jediná s lékařským vzděláním v celém okrese a měla na starosti například i amputace a ošetření střelných zranění. Školila také mladé dívky jako lékařské asistentky.
Karoline Rosingová byla vášnivou čtenářkou a pravidelně četla dánské noviny. Publicistické články překládala do grónštiny a pravidelně je předčítala své rodině. Kolem roku 1886 byla první ženou, která publikovala článek v novinách Atuagagdliutit, který v té době obsahoval především překlady článků z dánských novin. V překládání článků pro noviny pokračovala pravidelně i v následujících letech. Její zápisky shromáždili, uspořádali, opsali a vytiskli její potomci kolem roku 1970 v knize vážící pět kilogramů, kterou lze nalézt v Grónském národním archivu.
Karoline Rosingová zemřela v Kangamiutu ve věku 59 let.